# Walmart

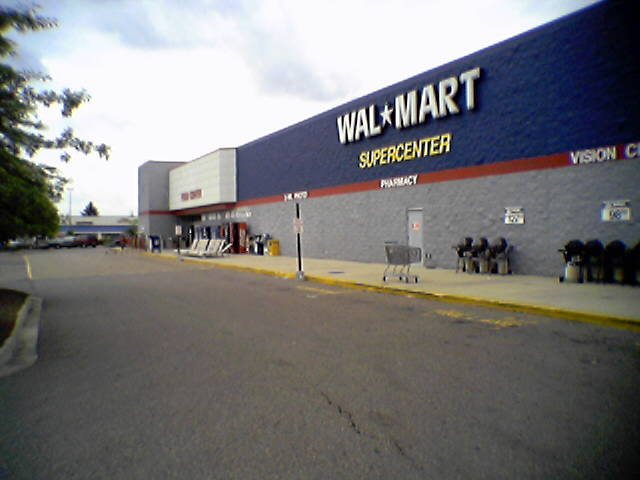
Sklep sieci przed rebrandingiem (Lexington, Wirginia)

Walmart Inc. (wcześniej: Wal-Mart Stores, Inc.) – amerykańska sieć supermarketów założona w 1962 roku przez Sama Waltona.

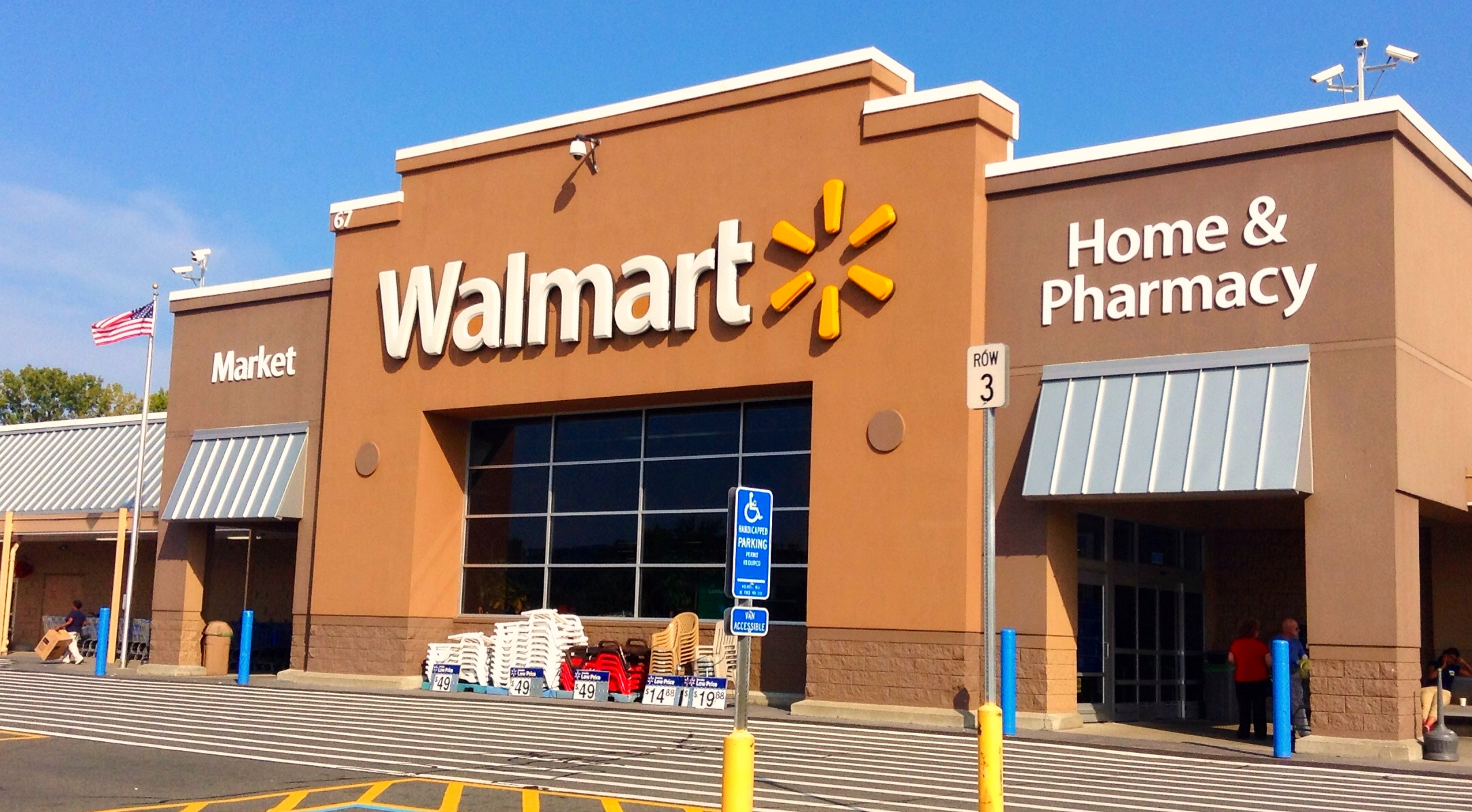
Sklep sieci Walmart (Danbury, Connecticut)

W 2010 r. przedsiębiorstwo było największym na świecie sprzedawcą detalicznym (licząc obroty). Ma swoją siedzibę w Bentonville w stanie Arkansas w Stanach Zjednoczonych. W roku finansowym kończącym się 31 stycznia 2014 r. Wal-Mart zanotował czysty zysk 16,022 mld USD, przy obrotach 476,294 mld USD.
Pierwszy sklep Wal-Marta został otwarty jako Wal-Mart Discount City w Rogers w Arkansas. W ciągu następnych 5 lat sieć rozrosła się do 24 punktów w całym stanie Arkansas. W 1968 r. firma otworzyła pierwsze sklepy poza rodzimym stanem, w Sikeston (Missouri) i Claremore (Oklahoma).
Powszechnie rozpoznawanymi sloganami sieci są: „Wal-Mart. Always Low Prices. Always.” (Zawsze niskie ceny. Zawsze.) oraz „Save Money. Live Better.” (Oszczędzaj pieniądze. Żyj lepiej.).
Przedsiębiorstwo jest największym prywatnym pracodawcą w USA, Meksyku i Kanadzie – w USA zatrudnia 1,4 mln osób, jest jednak silnie krytykowana za wyzysk pracowników – zaniżanie płac, zakaz zakładania związków zawodowych i ograniczenie ubezpieczeń zdrowotnych.
Charakterystyczną cechą sieci Wal-Mart są bardzo niskie ceny produktów, co powoduje, że jest ona miejscem zaopatrzenia dla uboższych grup ludności.
Największą zagraniczną operacją koncernu jest rozległa sieć supermarketów Asda w Wielkiej Brytanii, przejęta przez Wal-Mart w 1999 r.
W czerwcu 2005 r. Wal-Mart poinformował o planach wejścia na rynki Europy Środkowo-Wschodniej, w tym i Polski.
W maju 2011 r. duńska sieć dyskontów Netto poinformowała o zamiarze odsprzedaży spółce Wal-Mart 193 swoich marketów na terenie Wielkiej Brytanii i całkowitym wycofaniu z brytyjskiego rynku. Zgodnie z zapowiedziami przedsiębiorstwa w przeciągu roku sklepy mają zostać przebudowane i oznaczone marką Asda.
Mimo wielu zapowiedzi sieć Walmart nie weszła na rynek Polski.
W marcu 2025 r. Walmart wybrał szwedzko-polską spółkę Klarna jako wyłącznego dostawcę pożyczek "kup teraz, zapłać później"

## Kontrowersje
Chcąc walczyć z opinią korporacji łamiącej prawa człowieka, w 2008 r. Wal-Mart wystosował do swoich dostawców instrukcję zakazującą kupowania bawełny i produktów zawierających bawełnę z Uzbekistanu ze względu na wykorzystywanie przy jej produkcji przymusowej pracy dzieci. Tym samym firma dołączyła do koalicji organizacji walczących w obronie wykorzystywanych dzieci w Uzbekistanie. W odpowiedzi rząd w Taszkencie przygotował National Action Plan, w którym przedstawił szereg kroków zmierzających do zaprzestania krytykowanej praktyki. Przedsiębiorstwo zobowiązało się do wycofania zakazu, kiedy Uzbekistan zrezygnuje z zatrudniania małoletnich.

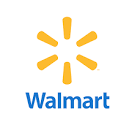
Logo sieci od 2008 roku

Mimo to przedsiębiorstwo samo zatrudnia małoletnich (powyżej 16 lat) w wielu stanach (nie jest to niezgodne z prawem stanowym w wielu wypadkach, choć małoletni ma w nich zasadniczo ograniczone prawa – np. do broni czy picia piwa, albo pełnych prawnych jak odebranie spadku).